# Edwin Hodge
Edwin Martel Basil Hodge (Jacksonville, 26 gennaio 1985) è un attore statunitense.
Ha debuttato nel 1995 nel film Die Hard - Duri a morire, diretto da John McTiernan. Fratello maggiore di Aldis, è conosciuto soprattutto per aver interpretato Dwayne "Dante" Bishop in La notte del giudizio, l'unico attore ad apparire nei primi tre film della serie.

## Filmografia

### Cinema
- Die Hard - Duri a morire (Die Hard with a Vengeance), regia di John Mc Tiernan (1995)
- Spy (The Long Kiss Goodnight), regia di Renny Harlin (1996)
- Zona d'ombra: bambole e vudù (Shadow Zone: Teacher Ate My Homework), regia di Stephen Williams (1997)
- The Breaks, regia di Eric Meza (1999)
- Big Mama (Big Momma's House), regia di Raja Gosnell (2000)
- Coastlines, regia di Víctor Núñez (2002)
- Hangman's Curse, regia di Rafal Zielinski (2003)
- Dorm Daze - Un college di svitati (Dorm Daze), regia di David Hillenbrand e Scott Hillenbrand (2003)
- A Light in the Forest, regia di John Carl Buechler (2003)
- Alamo - Gli ultimi eroi (The Alamo), regia di John Lee Hancock (2004)
- Debating Robert Lee, regia di Dan Polier (2004)
- Control, regia di Ray Chang e Richard J. Lee (2005)
- All the Boys Love Mandy Lane, regia di Jonathan Levine (2006)
- Beautiful Loser, regia di John Nolte (2008)
- Take Me Home Tonight, regia di Michael Dowse (2011)
- American Trash, regia di Steven Cortinas (2011)
- Red Dawn - Alba rossa (Red Dawn), regia di Dan Bradley (2012)
- Christmas in Compton, regia di David Raynr (2012)
- La notte del giudizio (The Purge), regia di James DeMonaco (2013)
- Anarchia - La notte del giudizio (The Purge: Anarchy), regia di James DeMonaco (2014)
- Necropolis - La città dei morti (As Above, So Below), regia di John Erick Dowdle (2014)
- The Good Neighbor - Sotto controllo (The Good Neighbor), regia di Kasra Farahani (2016)
- La notte del giudizio - Election Year (The Purge: Election Year), regia di James DeMonaco (2016)
- La guerra di domani (The Tomorrow War) regia di Chris McKay (2021)

### Televisione
- New York Undercover – serie TV, 1 episodio (1995)
- Beyond Belief: Fact or Fiction – serie TV, 1 episodio (1998)
- Settimo cielo (7th Heaven) – serie TV, 1 episodio (1998)
- Spie (Snoops) – serie TV, 1 episodio (1999)
- Angel – serie TV, episodio 2x03 (2000)
- I Finnerty (Grounded for Life) – serie TV, 1 episodio (2001)
- Da un giorno all'altro (Any Day Now) – serie TV, 2 episodi (2001)
- In My Life – film TV (2002)
- Boston Public – serie TV, 13 episodi (2000-2002)
- Il tocco di un angelo (Touched by an Angel) – serie TV, 1 episodio (2003)
- Jack & Bobby – serie TV, 20 episodi (2004-2005)
- Contro il destino – film TV (2005)
- Cold Case - Delitti irrisolti (Cold Case) – serie TV, episodio 3x06 (2005)
- Invasion – serie TV, 4 episodio (2006)
- Grey's Anatomy – serie TV, episodio 3x06 (2006)
- Ghost Whisperer - Presenze (Ghost Whisperer) – serie TV, 1 episodio (2009)
- Heroes – serie TV, 1 episodio (2009)
- Bones – serie TV, 1 episodio (2009)
- Mental – serie TV, 12 episodi (2009)
- Leverage - Consulenze illegali (Leverage) – serie TV, 1 episodio (2010)
- One Tree Hill – serie TV, 1 episodio (2010)
- CSI: Miami – serie TV, 1 episodio (2010)
- The Mentalist – serie TV, 1 episodio (2011)
- Private Practice – serie TV, 1 episodio (2012)
- NCIS - Unità anticrimine (NCIS) – serie TV, episodio 10x05 (2012)
- Rizzoli & Isles – serie TV, 1 episodio (2012)
- Cougar Town – serie TV, 7 episodi (2012-2013)
- NCIS: Los Angeles – serie TV, 2 episodi (2013)
- Clementine – film TV (2014)
- The Night Shift – serie TV, 1 episodio (2014)
- Thirtydumpling – serie TV, 1 episodio (2014)
- Chicago Fire – serie TV, 12 episodi (2014-2015)
- Rosewood – serie TV, 1 episodio (2016)
- Secrets and Lies – serie TV, 3 episodi (2016)
- Six – serie TV, 18 episodi (2017-2018)
- Mayans M.C. – serie TV (2018-in corso)
- Good Sam – serie TV, 13 episodi (2022)
- FBI: Most Wanted – serie TV (2022-2025)

## Doppiatori italiani
Nelle versioni in italiano delle opere in cui ha recitato, Edwin Hodge è stato doppiato da:
- Paolo Vivio in Red Dawn - Alba rossa, NCIS: Los Angeles, La notte del giudizio - Electon Year
- Gabriele Sabatini in Alamo - Gli ultimi eroi, Mental
- Marco Vivio in Mayans M.C., FBI: Most Wanted
- Nanni Baldini in Necropolis - La città dei morti
- Lorenzo Scattorin in Dorm Daze - Un college di svitati
- Andrea Mete in Cold Case - Delitti irrisolti
- Manfredi Aliquò in Grey's Anatomy
- Gianluca Machelli in Ghost Whisperer - Presenze
- Luigi Ferraro in Leverage - Consulenze illegali
- Giuliano Bonetto in CSI: Miami
- Carlo Scipioni in The Mentalist
- Simone Crisari in Private Practice
- Leonardo Graziano in Take Me Home Tonight
- Mimmo Strati in The Good Neighbor - Sotto controllo
- Paolo Marchese in All Rise
- Fabrizio De Flaviis ne La guerra di domani